# Mökkurkalfe
Mökkurkalfe är i nordisk mytologi en jätte, som jättarna tillverkade av lera för att bistå Rungner i dennes strid mot Tor. De gjorde honom ofantligt stor, gav honom ett skräckinjagande utseende och sjöng galdrar över honom. Tjalve kunde emellertid ensam dräpa Mökkurkalfe efter att Tor själv fallit. 
Följande passage ur Prosaiska Eddan Skáldskaparmál 17 (1819 års utgåva) beskriver händelsen:
"Jättarne gjorde då på Grjotuna-gård, af ler, en man, som var nio rastmil lång och tre bred öfver bröstet; men då de icke funno ett hjerta nog stort för honom, togo de hjertat af ett sto, hvilket dock icke kunde bestå för Thor. ... Vid hans sida stod lerjätten, som hette Möckurkalfe och var ganska rädd. Det berättas att hans feghet yppades, när han såg Thor. ... Thjalfe kämpade med Möckurkalfe, som föll med ringa heder."
Motsvarande originaltext:
"Þá gerðu jötnar mann á Grjóttúnagörðum af leiri, ok var hann níu rasta hár, en þriggja breiðr undir hönd, en ekki fengu þeir hjarta svá mikit, at honum sómði, fyrr en þeir tóku úr meri nökkurri, ok varð honum þar eigi stöðugt, þá er Þórr kom. ... Á aðra hlið honum stóð leirjötunninn, er nefndr er Mökkurkálfi, ok var hann allhræddr. Svá er sagt, at hann meig, er hann sá Þór. ... En Þjálfi vá at Mökkurkálfa, ok fell hann við lítinn orðstír."